# روزالیند فرانکلین (مریخ‌نورد)
مریخ‌نورد روزالیند فرانکلین که پیشتر با نام مریخ‌نورد اگزومارس (به انگلیسی: ExoMars rover) شناخته می‌شد، یک مریخ نورد رباتیک برنامه‌ریزی شده و بخشی از مأموریت بین‌المللی اگزومارس به رهبری آژانس فضایی اروپا است.
این طرح شامل راه‌اندازی یک وسیلهٔ نقلیه روسی؛ حامل ماژول ESA و کاوشگر روسی، برای ارسال مریخ نورد ESA به سطح مریخ است. پس از فرود موفق‌آمیز، مریخ نورد با بهره‌گیری از انرژی خورشیدی یک مأموریت شش‌ماهه را (در ۲۰۱۸) برای جستجوی نشانه‌های احتمالی وجود زندگی در گذشته یا حال در مریخ آغاز می‌کند. در آن زمان مدارگرد ردیاب گاز اگزومارس، که دو سال قبل از آن در سال ۲۰۱۶ راه‌اندازی شده، به عنوان ماهوارهٔ رلهٔ داده‌های مریخ نورد به کار گرفته می‌شود.
این مریخ‌نورد قرار است در سال ۲۰۱۸ برای پرتاب بسوی مریخ و فرود بر سطح آن سیاره در اوایل سال ۲۰۱۹ آماده شود. اما دشواری‌های مالی ممکن است انجام راه‌اندازی را تا سال ۲۰۲۰ به تأخیر بیندازد.

## تاریخچه
مریخ‌نورد اگزومارس، یک وسیلهٔ نقلیهٔ بدون سرنشین خود و خودگردان شش چرخه است که در ابتدا با وزن ۲۹۵ کیلوگرم (۶۵۰ پوند)، تقریباً ۶۰٪ بیشتر از مریخ‌نوردهای اسپیریت و آپورچونیتی در مأموریت اکتشافی مریخ ناسا در سال ۲۰۰۴ طراحی شده بود. اما حدود یک سوم وزن مریخ‌نورد کنجکاوی ناسا بود که در سال ۲۰۱۱ راه‌اندازی شد.
در فوریهٔ ۲۰۱۲، پس از خروج ناسا از این پروژه، آژانس فضایی اروپا به پروژهٔ مریخ‌نورد کوچکتری که پیش از این با وزن ۲۰۷ کیلوگرم (۴۵۶ پوند) محاسبه و طراحی شده بود، بازگشت. ابزار دقیق شامل مجموعه آزمایشی آزمایشگاهی است که به نام «آزمایشگاه تحلیلی پاستور» شناخته می‌شود تا نشانه‌هایی از زیست‌مولکول‌ها یا رد پای زیستی را در گذشتهٔ مریخ بیابد. در میان ابزارهای دیگر، مریخ‌نورد اگزومارس همچنین یک متهٔ فرعی ۲ متری (۶ فوت ۷ اینچ) را برای جمع‌آوری نمونه‌ها برای آزمایشگاه خود، با خود حمل می‌کند.